# Dirona
Dirona es un género de moluscos nudibranquios de la familia Dironidae.

## Especies
El Registro Mundial de Especies Marinas acepta las siguientes especies válidas en el género:
- Dirona akkeshiensis Baba, 1957
- Dirona albolineata MacFarland, 1905
- Dirona pellucida Volodchenko, 1941
- Dirona picta MacFarland, 1905

Especie cuyo nombre ha dejado de ser aceptado por sinonimia:
- Dirona aurantia Hurst, 1966 aceptada como Dirona pellucida Volodchenko, 1941

## Morfología
El género se caracteriza por tener el cuerpo redondeado en el frente, estrechándose en la parte posterior; el tallo es corto y sub-cilíndrico; el pie es plano y grande; la cabeza se expande formando un estrecho y semicircular velo ondulado; carecen de tentáculos orales; los rinóforos son largos, no retráctiles, y sin vainas; las papillae branquiales son grandes, infladas y lanceoladas, siendo bastante mayores las situadas en el centro del dorso; la rádula contiene unas 25 hileras de dientes.

## Reproducción
Son ovíparos y hermafroditas simultáneos, que cuentan con órganos genitales femeninos y masculinos: receptáculo seminal, bursa copulatrix o vagina, próstata y pene. No obstante, no pueden autofertilizarse, por lo que necesitan copular con otro individuo para ello. 
Tienen un periodo embrionario de 8 a 10 días, los huevos eclosionan larvas planctónicas velígeras que, tras un periodo de unos 16 días, se asientan y metamorfosean a la forma adulta.

## Alimentación
Son predadores carnívoros, alimentándose principalmente de briozoos, como Scrupocellaria californica, hidroides, crustáceos, prosobranquios o ascidias.

## Hábitat y distribución
Estas pequeñas babosas marinas se distribuyen por el océano Pacífico, desde las costas de Alaska hasta la Baja California, y también en Rusia, Japón y Corea del Sur.
Habitan aguas templadas, en un rango de profundidad entre 0 y 37 m.

## Galería

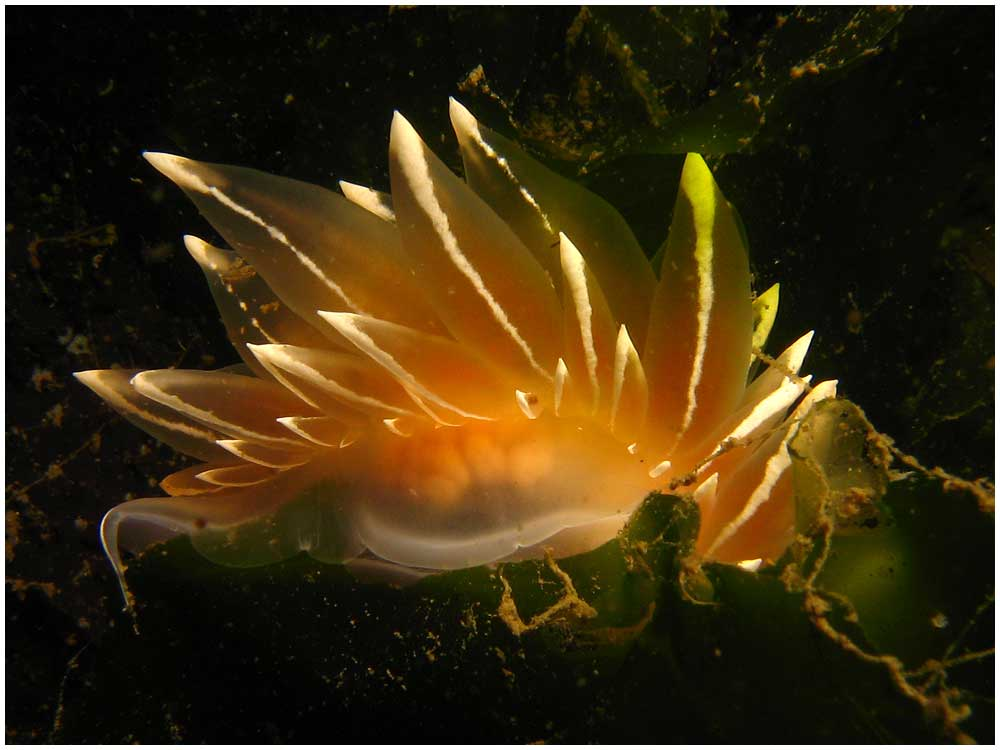
Dirona albolineata
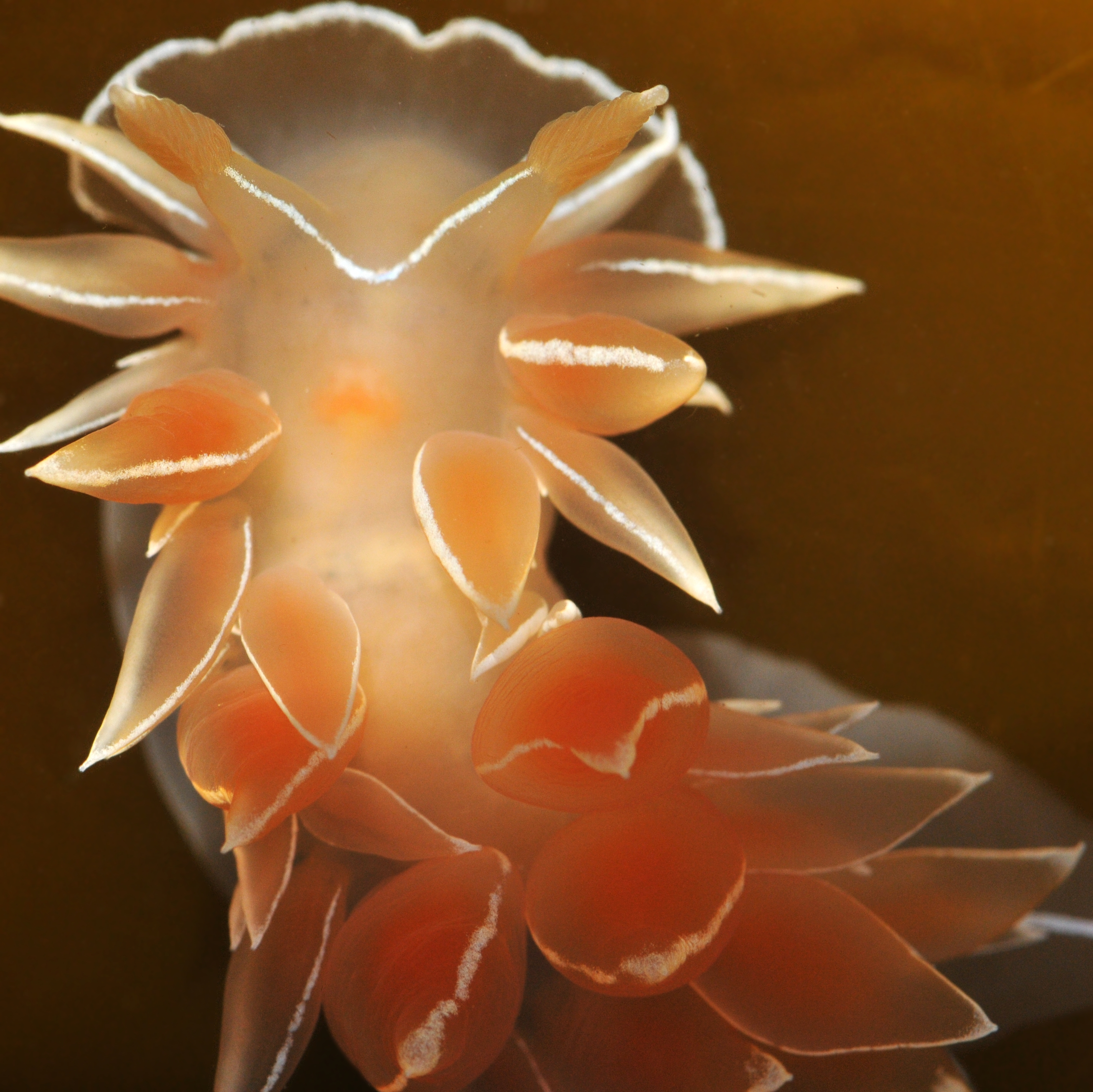
Dirona albolineata
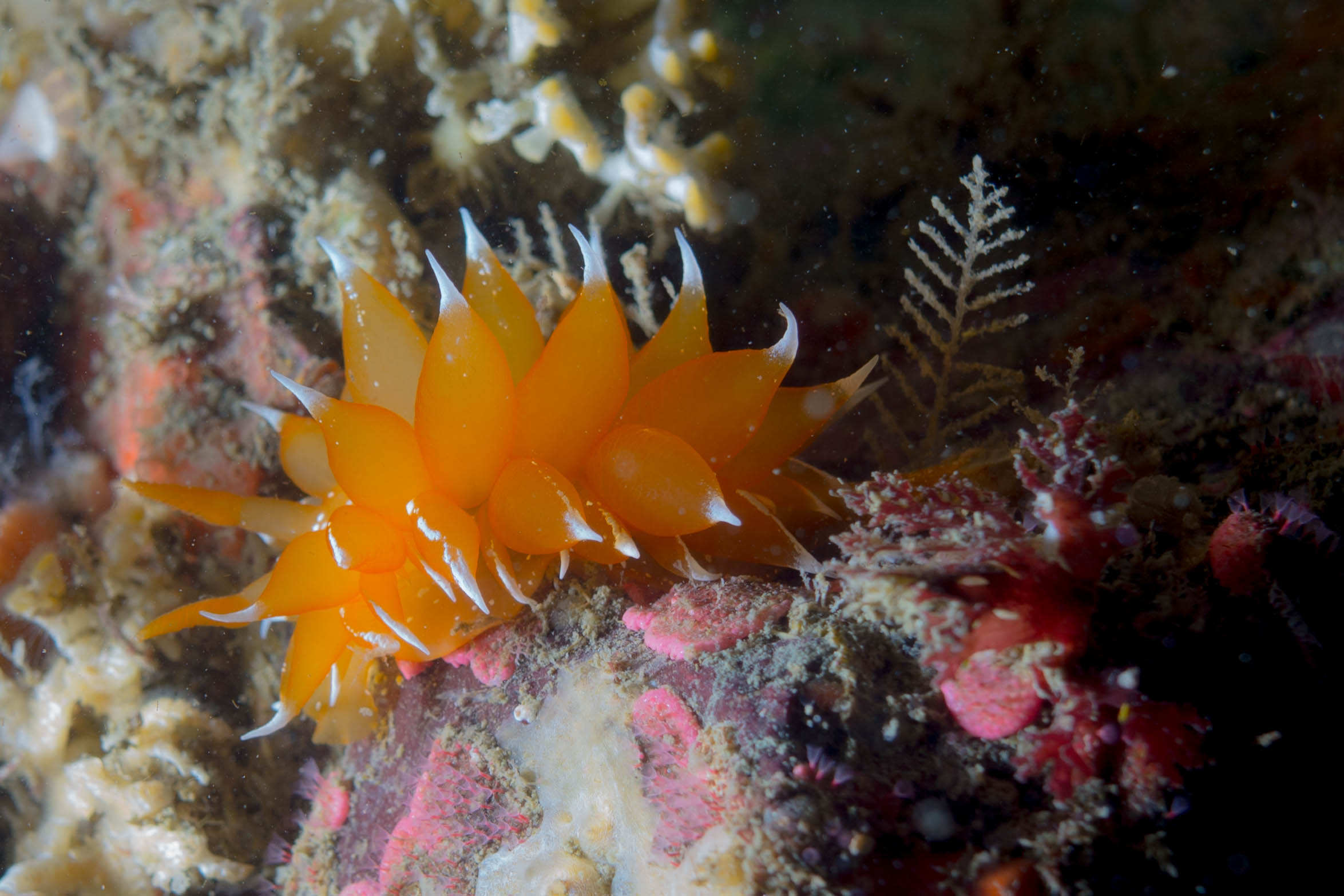
Dirona pellucida
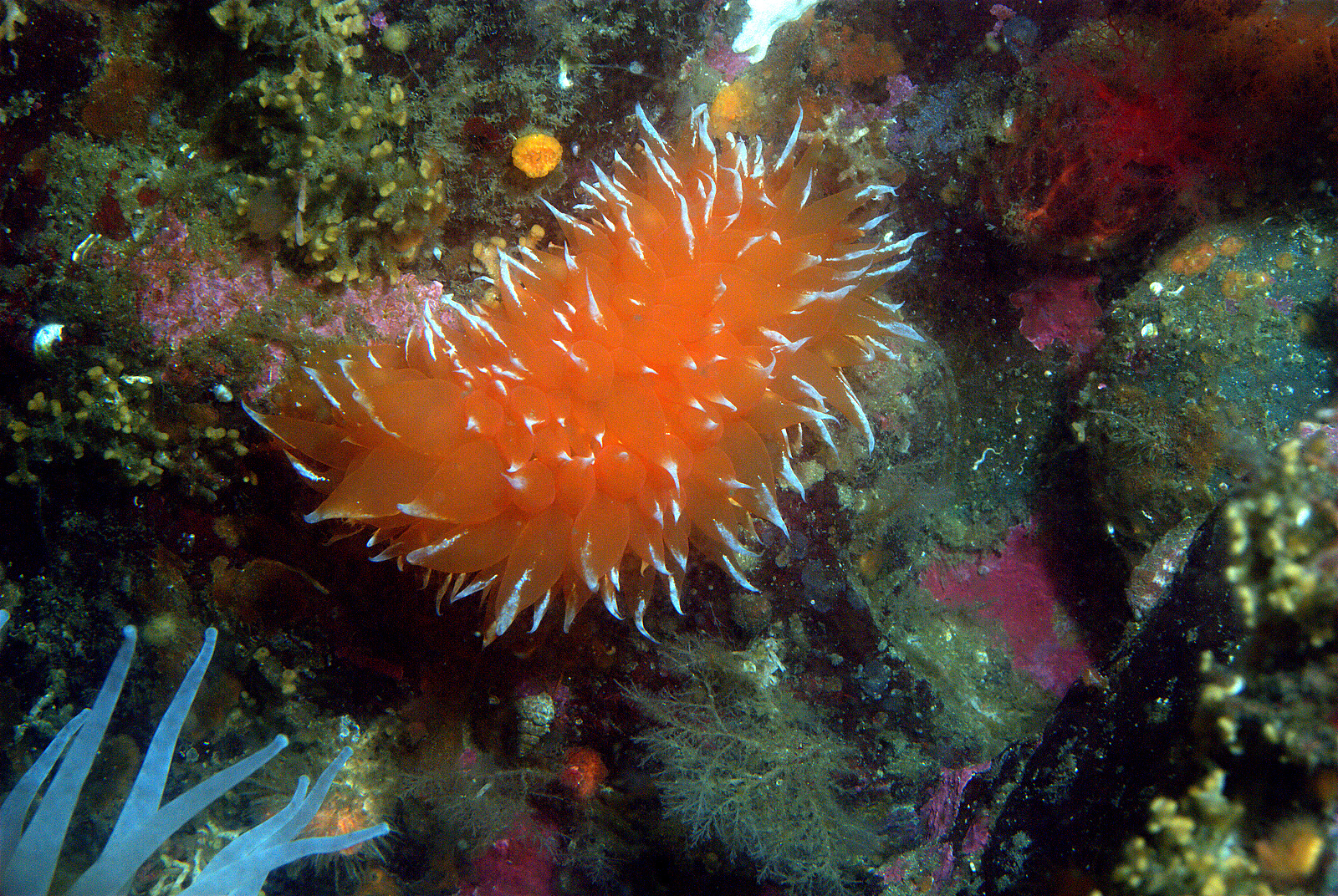
Dirona pellucida
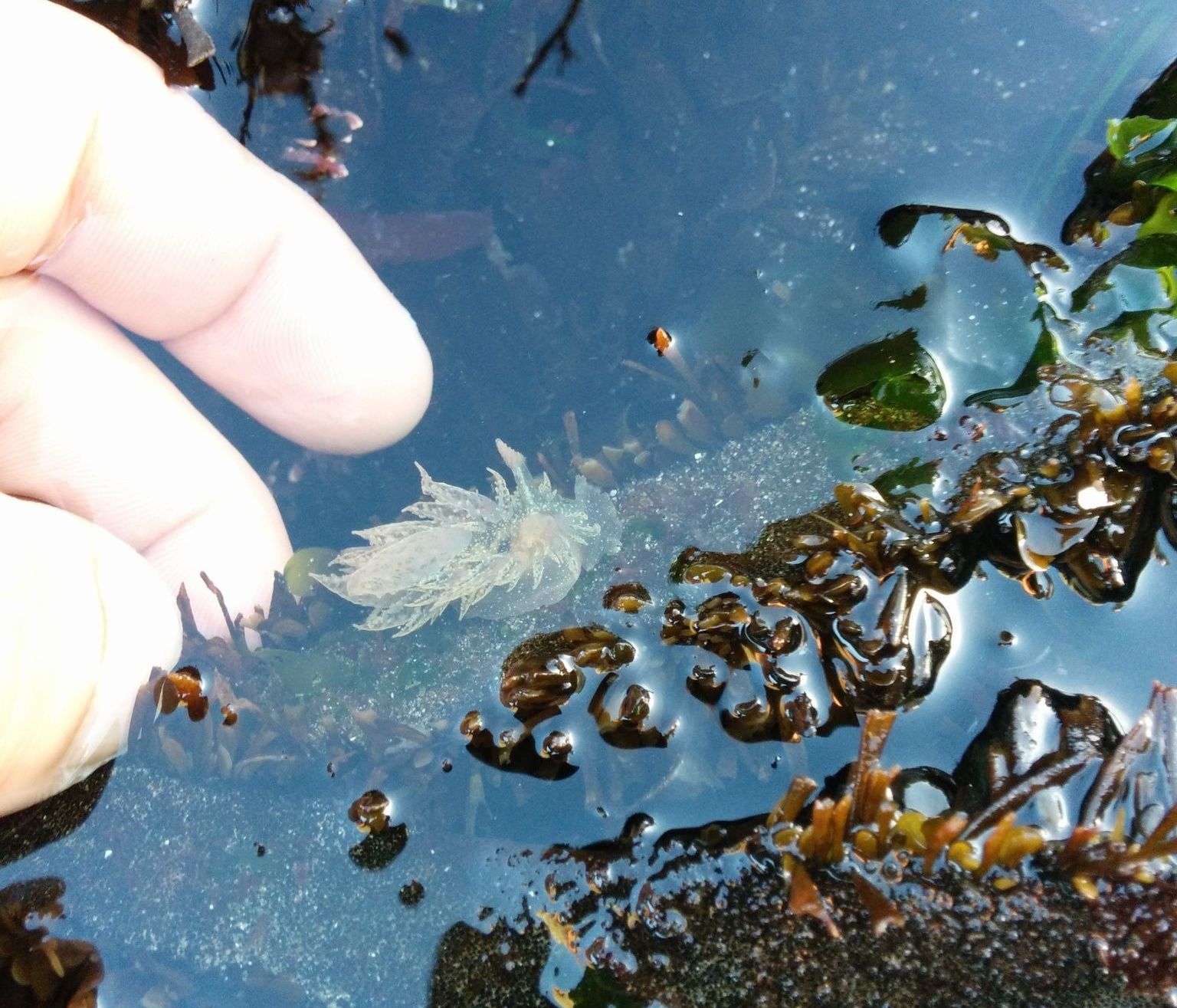
Dirona picta
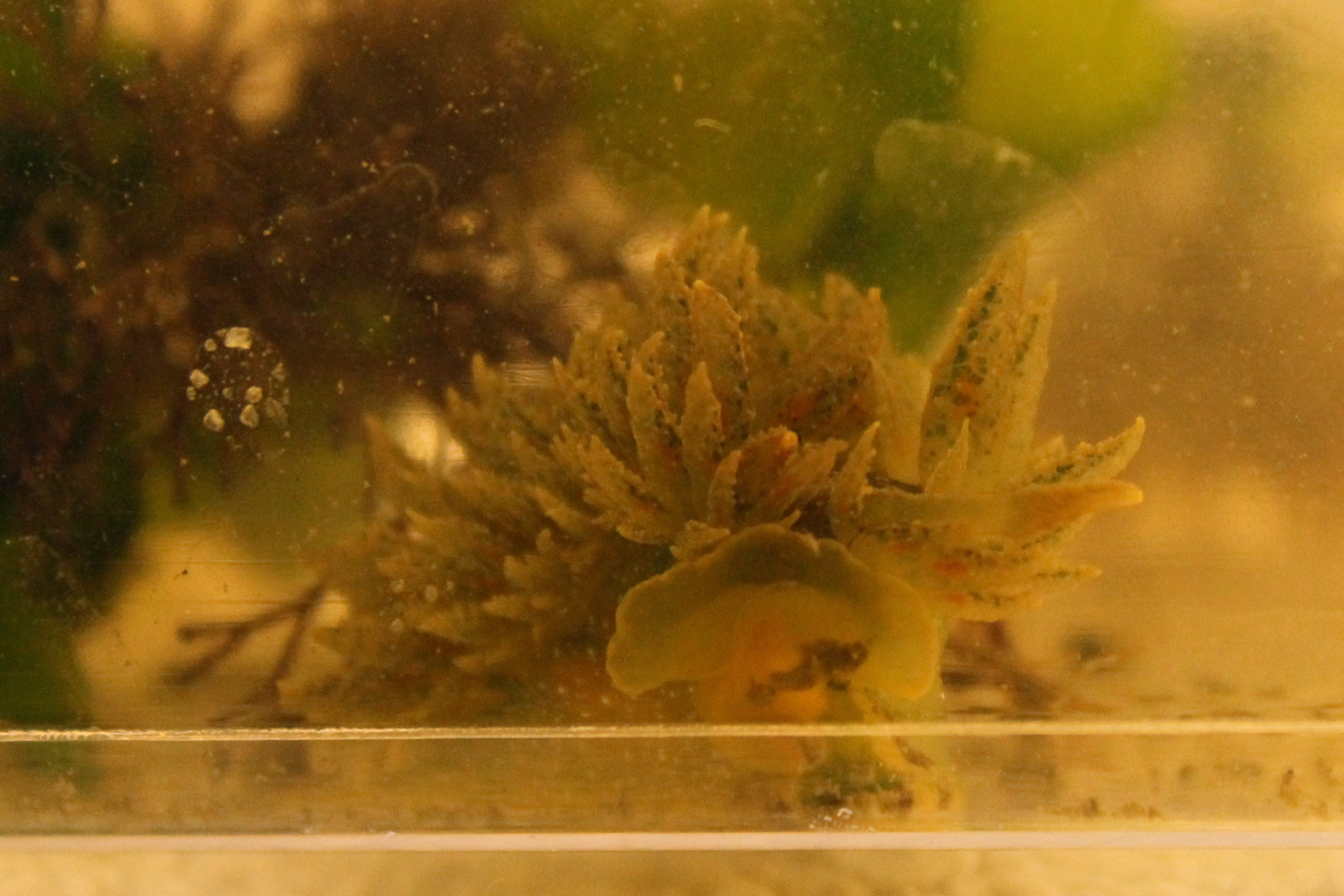
Dirona picta